# سردرة بيبي رشته (مقاطعة تشرام)
سردرة بيبي رشته (بالفارسية: سردره بی‌بی رشته) هي قرية تقع في قسم الغتشين الريفي (مقاطعة تشرام) في إيران. يقدر عدد سكانها بـ 76 نسمة .